# Producers Guild of America Award
Der Producers Guild of America Award, 1990 bis 2001 Golden Laurel Award, ist ein US-amerikanischer Film- und Fernsehpreis, der von der Producers Guild of America (PGA) jährlich vergeben wird. Geehrt werden die besten Film- und Fernsehproduktionen des jeweils vergangenen Kalenderjahres.
Joel Freeman, damaliger Schatzmeister der Producers Guild of America, rief den Preis gemeinsam mit dem damaligen PGA-Präsidenten Leonard Stern ins Leben, um besondere Leistungen von Film- und Fernsehproduzenten zu honorieren.
Die Zeremonie wird jedes Jahr von einem prominenten Filmschaffenden präsentiert, dies waren seit 1990 unter anderem  Ronald Reagan, Ted Turner, Garry Marshall, Robert Guillaume, Jack Lemmon, James Earl Jones, Michael Douglas, Walter Matthau und Shirley MacLaine.
Neben dem Producers of the Year Award für die herausragendsten Produzenten des Jahres wird seit 2002 auch der nach Stanley Kramer benannte Stanley Kramer Award für besondere Leistungen bei der Darstellung sozialer Themen verliehen.

## Preisträger (Auswahl)
Die Producers Guild of America Awards werden jeweils für die Leistungen des vergangenen Filmjahres vergeben, z. B. 1990 für das Filmjahr 1989. 2018 waren Auszeichnungen in zwölf Kategorien ausgelobt, neben jenen für die besten im Kino verliehenen Spiel-, Dokumentar- und Animationsfilme auch Preise für die besten Fernsehproduktionen (u. a. Serien, Mehrteiler und Fernsehfilme).

### Bester Kinofilm („Darryl F. Zanuck Award for Outstanding Producer of Theatrical Motion Pictures“)
2014 gab es zwei Preisträger. 2018 wurden aufgrund von Stimmengleichheit erstmals in der Geschichte der PGA Awards mit The Big Sick, Call Me by Your Name, Dunkirk, Get Out, I, Tonya, Lady Bird, Molly’s Game – Alles auf eine Karte, Shape of Water – Das Flüstern des Wassers, Three Billboards Outside Ebbing, Missouri, Die Verlegerin und Wonder Woman elf anstatt wie bisher üblich zehn Filme nominiert.
- 1990: Miss Daisy und ihr Chauffeur (Lili Fini Zanuck und Richard D. Zanuck)
- 1991: Der mit dem Wolf tanzt (Jim Wilson und Kevin Costner)
- 1992: Das Schweigen der Lämmer (Edward Saxon, Kenneth Utt und Ronald M. Bozman)
- 1993: The Crying Game (Stephen Woolley)
- 1994: Schindlers Liste (Branko Lustig, Gerald R. Molen und Steven Spielberg)
- 1995: Forrest Gump (Wendy Finerman, Charles Newirth, Steve Starkey und Steve Tisch)
- 1996: Apollo 13 (Brian Grazer und Todd Hallowell)
- 1997: Der englische Patient (Saul Zaentz)
- 1998: Titanic (James Cameron und Jon Landau)
- 1999: Der Soldat James Ryan (Steven Spielberg, Allison Lyon Segan, Bonnie Curtis, Ian Bryce, Mark Gordon und Gary Levinsohn)
- 2000: American Beauty (Bruce Cohen und Dan Jinks)
- 2001: Gladiator (Branko Lustig und Douglas Wick)
- 2002: Moulin Rouge (Fred Baron, Martin Brown und Baz Luhrmann)
- 2003: Chicago (Martin Richards)
- 2004: Der Herr der Ringe: Die Rückkehr des Königs (Peter Jackson, Barrie M. Osborne und Fran Walsh)
- 2005: Aviator (Graham King und Michael Mann)
- 2006: Brokeback Mountain (Diana Ossana und James Schamus)
- 2007: Little Miss Sunshine (Albert Berger, David T. Friendly, Peter Saraf, Marc Turtletaub und Ron Yerxa)
- 2008: No Country for Old Men (Scott Rudin, Joel Coen und Ethan Coen)
- 2009: Slumdog Millionär (Christian Colson)
- 2010: Tödliches Kommando – The Hurt Locker (Kathryn Bigelow, Mark Boal, Nicolas Chartier und Greg Shapiro)
- 2011: The King’s Speech (Iain Canning, Emile Sherman und Gareth Unwin)
- 2012: The Artist (Thomas Langmann)
- 2013: Argo (Grant Heslov, Ben Affleck und George Clooney)
- 2014: 12 Years a Slave (Anthony Katagas, Jeremy Kleiner, Steve McQueen, Brad Pitt und Dede Gardner)
- 2014: Gravity (Alfonso Cuarón und David Heyman)
- 2015: Birdman oder (Die unverhoffte Macht der Ahnungslosigkeit) (Alejandro G. Iñárritu, John Lesher, und James W. Skotchdopole)
- 2016: The Big Short (Brad Pitt, Dede Gardner und Jeremy Kleiner)
- 2017: La La Land (Fred Berger, Jordan Horowitz und Marc Platt)
- 2018: Shape of Water – Das Flüstern des Wassers (Guillermo del Toro und J. Miles Dale)
- 2019: Green Book – Eine besondere Freundschaft (Jim Burke, Brian Hayes Currie, Peter Farrelly, Nick Vallelonga und Charles B. Wessler)[2]
- 2020: 1917 (Sam Mendes, Pippa Harris, Jayne-Ann Tenggren und Callum McDougall)
- 2021: Nomadland (Frances McDormand, Peter Spears, Mollye Asher, Dan Janvey, Chloé Zhao)
- 2022: Coda (Philippe Rousselet, Fabrice Gianfermi, Patrick Wachsberger)[3]
- 2023: Everything Everywhere All at Once (Jonathan Wang, Dan Kwan, Daniel Scheinert)
- 2024: Oppenheimer (Christopher Nolan, Charles Roven, Emma Thomas)
- 2025: Anora (Sean Baker, Alex Coco, Samantha Quan)

### Bester animierter Kinofilm („Award for Outstanding Producer of Animated Theatrical Motion Pictures“)
- 2006: Wallace & Gromit – Auf der Jagd nach dem Riesenkaninchen (Peter Lord, Nick Park, Claire Jennings, Carla Shelley und David Sproxton)
- 2007: Cars (Darla K. Anderson)
- 2008: Ratatouille (Brad Lewis)
- 2009: WALL·E – Der Letzte räumt die Erde auf (Jim Morris, John Lasseter und Lindsey Collins)
- 2010: Oben (Jonas Rivera)
- 2011: Toy Story 3 (Darla K. Anderson)
- 2012: Die Abenteuer von Tim und Struppi – Das Geheimnis der Einhorn (Peter Jackson, Steven Spielberg und Kathleen Kennedy)
- 2013: Ralph reichts (Clark Spencer)
- 2014: Die Eiskönigin – Völlig unverfroren (Peter Del Vecho)
- 2015: The LEGO Movie (Dan Lin)
- 2016: Alles steht Kopf (Jonas Rivera)
- 2017: Zoomania (Clark Spencer)
- 2018: Coco – Lebendiger als das Leben! (Darla K. Anderson)[4]
- 2019: Spider-Man: A New Universe (Avi Arad, Amy Pascal, Phil Lord, Christopher Miller und Christina Steinberg)
- 2020: A Toy Story: Alles hört auf kein Kommando (Mark Nielsen, Jonas Rivera)
- 2021: Soul (Dana Murray)
- 2022: Encanto (Yvett Merino, Clark Spencer)[3]
- 2023: Guillermo del Toros Pinocchio (Guillermo del Toro, Gary Ungar, Alex Bulkley)
- 2024: Spider-Man: Across the Spider-Verse
- 2025: Der wilde Roboter (Jeff Hermann)

### Stanley Kramer Award
2005 wurden zwei Filme prämiert, 2011 ehrte die Auszeichnung erstmals eine Einzelperson.
- 2002: Ich bin Sam (Jessie Nelson, Barbara Hall, Edward Zwick, Marshall Herskovitz, und Richard Solomon)
- 2003: Antwone Fisher (Todd Black, Randa Haines und Denzel Washington)
- 2004: In America (Jim Sheridan, Arthur Lappin)
- 2005: Hotel Ruanda (Terry George) und Innocent Voices (Lawrence Bender)
- 2006: Good Night, and Good Luck (Grant Heslov)
- 2007: Eine unbequeme Wahrheit (Lawrence Bender, Scott Z. Burns und Laurie David)
- 2008: The Great Debaters (Todd Black, Kate Forte, Joe Roth und Oprah Winfrey)
- 2009: Milk (Dan Jinks und Bruce Cohen)
- 2010: Precious – Das Leben ist kostbar (Lee Daniels, Sarah Siegel-Magness und Gary Magness)
- 2011: Sean Penn
- 2012: In the Land of Blood and Honey (Angelina Jolie, Graham King und Tim Headington)
- 2013: Bully (Cynthia Lowen, Lee Hirsch und Cindy Waitt)
- 2014: Nächster Halt: Fruitvale Station (Forest Whitaker und Nina Yang Bongiovi)
- 2015: The Normal Heart (Scott Ferguson und Alexis Martin Woodall)
- 2016: The Hunting Ground (Amy Ziering)
- 2017: Loving (Ged Doherty, Colin Firth, Sarah Green, Nancy Buirski, Marc Turtletaub und Peter Saraf)
- 2018: Get Out (Sean McKittrick, Jason Blum, Edward H. Hamm Jr. und Jordan Peele)[5]
- 2019: Jane Fonda[6]
- 2020: Bombshell
- 2021: nicht verliehen
- 2022: Rita Moreno[3]
- 2023: Till – Kampf um die Wahrheit
- 2024–2025: nicht verliehen